# Mitsuo Senda
Mitsuo Senda (千田 光男, Senda Mitsuo), né le 1er mars 1940 à Tokyo et mort le 25 février 2023, est un seiyū japonais.

## Doublage
- 07-Ghost - Miroku
- Kaleido Star - Mr. Kenneth
- YuYu Hakusho - Seiryu
- Naruto Shippuden - Great Toad Sage
- The Big O - Dove